# Meteorus laphygmae
Meteorus laphygmae är en stekelart som beskrevs av Henry Lorenz Viereck 1913. Meteorus laphygmae ingår i släktet Meteorus och familjen bracksteklar. Inga underarter finns listade i Catalogue of Life.